# 荒木萌惠
荒木萌惠（日语：／ Araki Moe，1998年3月24日—），日本女子羽毛球運動員。埼玉縣出生，畢業於西武台千葉中学校及西武台千葉高校，其後加入七十七銀行，現隸屬於該行的總務部，並為羽毛球部的成員。其母親為前中國國家隊成員吳健秋，其姊姊荒木茜羽同為羽毛球運動員。

## 簡歷
2016年4月，荒木萌惠參加大溪地羽毛球國際挑戰賽，躋身女單決賽，最後以2比0（21-17、21-12）擊敗比利時的谭莲妮，贏得冠軍。同年5月，她又在印尼國際系列賽贏得女單冠軍。

## 主要比賽成績
只列出曾進入準決賽的國際賽事成績：
| 年份   | 賽事                   | 公開賽級別 | 項目     | 成績   |
| ------ | ---------------------- | ---------- | -------- | ------ |
| 2015年 | 亞洲青年羽毛球錦標賽   | 其他       | 混合團體 | 季軍   |
| 2015年 | 亞洲青年羽毛球錦標賽   | 其他       | 女子單打 | 季軍   |
| 2015年 | 世界青年羽毛球錦標賽   | 其他       | 混合團體 | 第四名 |
| 2015年 | 世界青年羽毛球錦標賽   | 其他       | 女子單打 | 季軍   |
| 2016年 | 大溪地羽毛球國際挑戰賽 | 國際挑戰賽 | 女子單打 | 冠軍   |
| 2016年 | 印尼羽毛球國際系列賽   | 國際系列賽 | 女子單打 | 冠軍   |
| 2016年 | 比利時羽毛球國際賽     | 國際挑戰賽 | 女子單打 | 準決賽 |

| 2007-2017年 | 首要超級賽 | 超級賽 | 黃金大獎賽 | 大獎賽 | 國際挑戰賽 | 國際系列賽 | 未來系列賽 | 其他 |

| 2018-2026年 | 總決賽 | 超級1000賽 | 超級750賽 | 超級500賽 | 超級300賽 | 超級100賽 | 國際挑戰賽 | 國際系列賽 | 未來系列賽 | 其他 |